# Jedburgh Abbey
Jedburgh Abbey, Opactwo Jedburgh to zachowane ruiny opactwa, położone w miejscowości Jedburgh w Szkocji.
Opactwo  zostało założone przez króla Dawida I, zanim został królem Szkotów. W 1118 r. sprowadził on zakon augustianów z opactwa  Saint Quentin w Beauvais we Francji, aby założyć klasztor w Jedburgh. Dzięki dużym nadaniom ziemskim klasztor Jedburgh szybko się rozwinął, stając się opactwem w 1147 r. Szczyt świetności osiągnęło w XII i XIII wieku. Potem Jedburgh był wielokrotnie atakowany przez Anglików (w 1409, 1410, 1416 i 1464) i ostatecznie zniszczony przez wojska króla Henryka VIII w 1523 r. Reformacja w 1560 r. przyniosła kasatę opactwa i przekształcenie kościoła opactwa w kościół parafialny, którym pozostawał aż do wybudowania nowego kościoła w 1875 r. Potem także kościół opactwa stał się ruiną. Pozostałości opactwa przeszły na własność państwa w 1913 r. a obecnie znajdują się pod opieką Historic Environment Scotland.